# Supercoppa Primavera 2007
La Supercoppa Primavera 2007 si è disputata mercoledì 3 ottobre 2007 presso il Centro sportivo Interello di Milano.
Le squadre partecipanti furono le formazioni Primavera di Inter, vincitrice del Campionato Primavera 2006-2007, e la Juventus, detentrice della Coppa Italia Primavera 2006-2007.
Il trofeo è stato conquistato dalla Juventus, vincente per 2-0 nei tempi regolamentari.

## Tabellino
| Milano 3 ottobre 2007                                     | Inter     | 0 – 2 referto           | Juventus | Centro sportivo Interello - Giacinto Facchetti (1.500 circa spett.) |
| \| \| \| \| \| \| Marcatori \| 55’ Pasquato 88’ Essabr \| |           |                         |          |                                                                     |
|                                                           |           |                         |          |                                                                     |
|                                                           | Marcatori | 55’ Pasquato 88’ Essabr |          |                                                                     |

| Internazionale | Juventus |